# 白虎之咒
《白虎之咒》系列小說是美國作家柯琳·霍克的首部作品。共有6集，分別為

《白虎之咒1：預言中的少女》 (Tiger's Curse）

《白虎之咒2：尋找風的聖物》（Tiger's Quest）

《白虎之咒3：勇闖五洋巨龍》（Tiger's Voyage）

《白虎之咒4：最終命運之浴火鳳凰》（Tiger's Destiny）

《白虎之咒5：夢中註定的女子》（Tiger's Dream）

《白虎之咒前傳：王子的婚約》（Tiger's Promise）
故事以美國和印度作為舞台。書中提供了不少有關印度的傳統文化。

## 簡介
你願孤注一擲，改變自己的命運嗎？
　　父母在一場車禍中不幸喪生的孤兒凱西，高中畢業後，為了籌措上大學的經費，到了當地的馬戲團打工，她的工作包括照顧馬戲團裡的明星，一頭來自印度、全身散發出檀香的白虎帝嵐。
　　白虎是非常特殊的老虎，他必然會受到自省能力極強的女子所吸引，這名女子擁有極高的韌性、洞悉善惡的能力，及克服各種危難的力量。
　　凱西做夢也沒想到，她視為朋友、暱稱「阿嵐」的白虎竟有著神奇的身分與力量，而她更沒想到的是，平凡無奇的她竟是美麗女神杜爾迦所選中的女孩，這個暑假她將跟著這頭神祕的白虎，繞過半個地球，去破解一道三百年的印度魔咒。
　　面對黑暗勢力、咒語的魔力和虛幻的神祕世界，凱西豁出一切，只為解開一則能永遠化解惡咒的古老預言。她沒想到的是，這趟冒險旅程所需要的不僅僅是勇氣、力量與膽識，她還得打開她那封鎖已久的心，去感受、去相信……
　　《白虎之咒：預言中的少女》是部史詩般的奇幻浪漫小說「白虎之咒」系列的第一部，揉合了冒險、歷史、愛情和魔幻的精彩故事元素，一個個如夢似幻的故事場景，帶我們進入古老的印度叢林，見識到古城奇稀金達的邪惡魔力，隨著故事角色接受一項項試煉與挑戰，絕對是令讀者屏息、意猶未盡的絕妙之作。

## 主要人物
- 凱西·海斯(Kelsey Hayse)

女主角，生日6月24日
- 艾拉岡·帝嵐·羅札朗(Alagan Dhiren Rajaram)

男主角，生日1月15日，暱稱阿嵐(Ren)
- 索罕·季山·羅札朗(Sohan Kishan Rajaram)

男主角，生日11月7日
- 阿尼克·季山·羅札朗

```
 主角之父
```

- 阿尼克.卡當(Anik Kadam)

```
 羅札朗的忠誠屬下
```

- 妮莉曼(Nilima Mehta)

- 羅克什(Lokesh)

- 葉蘇拜(Yesubai)

羅克什之女，帝嵐的未婚妻
- 桑尼爾

阿娜米卡的哥哥
- 阿娜米卡

## 神話生物
- 杜爾迦(Durga)

- 芳寧洛(Fanindra)

芳寧洛是蛇后，杜爾迦的同伴之一，她通常保持著金色臂鐲的形態。
她可以從金屬變成肉身並變成任何一種蛇,擁有洞悉善惡的能力,她的蛇咬具有療癒能力。她保護和協助凱西、帝嵐、季山。
- 五洋群龍

分別為紅龍，藍龍，綠龍，金龍，白龍
紅龍：真實名為龍君，掌管星宿和流星
藍龍：掌管雲雨，江河湖海
綠龍：掌管陸地和花草樹木
金龍：掌管礦產，最喜歡金錢
白龍：年紀最大，掌管冰帽與南北極
- 美人魚

名為凱莉奧拉，是乳海的守謢者
- 鳳凰(日出/日落)

壽命僅有一天，且所有鳳凰都是雄性，最愛吃火焰果
- 西維納

從樹裡誕生，也就是樹精，女王是垛爾佩
- 娑西摩多

羅克什的別稱,可化身成為長著牛角和蹄子的巨人

## 初版錯誤
目前初版印刷的書籍中含有大量錯字、缺字、翻譯錯誤等問題
- 第四集 35、184、244、248、355、372頁缺字(多為壯聲詞)
- 第四集 契玫拉(Chimera)應翻譯為奇美拉或是喀邁拉
- 嘎藍應為伽藍

等.........

## 電影製作
白虎之咒(電影)預計由派拉蒙電影公司、Disruption Entertainment 和 Ineffable Pictures 製作